# Carl Frederik Motzfeldt
Carl Frederik Motzfeldt, född den 3 april 1808 i närheten av Moss, död den 24 juni 1902, var en norsk ämbetsman och politiker, kusin till Peter och Frederik Motzfeldt.
Motzfeldt tog juridisk ämbetsexamen 1838, var sekreterare i 1839-41 års unionskommitté och 1841-42 medredaktör av dagbladet "Den constitutionelle". Han utgav Rigsretssagen mod statsraad Vogt i 1845 (1846), var medredaktör av den officiella "Departementstidende" 1847-54 och redigerade "Storthingsefterretninger" 1848-51. Åren 1854-57 var Motzfeldt stiftsamtman i Tromsø stift och amtman i Finnmarken, 1857-94 stiftsamtman i Trondhjem och amtman i Søndre Trondhjems amt. Han var stortingsman 1857-58 och 1868-76 samt intog som sådan en oavhängig mellanställning.